# South (circonscription électorale européenne)
South est une circonscription électorale irlandaise. Elle permet d'élire des membres du Parlement européen. L'élection se fait suivant un scrutin proportionnel plurinominal avec scrutin à vote unique transférable.

## Histoire et frontières
La circonscription est créée en 2004 pour succéder à la circonscription de Munster, le comté de Clare ayant été transféré dans la circonscription duNorth-West. Elle comprend les comtés de Cork, Kerry, Limerick, Tipperary et Waterford ; et les villes de Cork, Limerick et Waterford.
Pour les élections au Parlement européen de 2014, la taille de la circonscription est augmentée par l'ajout des comtés de Carlow, Clare, Kilkenny, Wexford et Wicklow ; et le nombre de sièges est porté à 4,.
74,1 % de la population de la circonscription vit dans le Munster, contre 25,9 % dans les comtés du Leinster, au sud du pays,
Les principales zones urbaines (en fonction de la taille de la population) sont Cork, Limerick, Waterford, Bray, Kilkenny, Ennis, Carlow, Tralee, Tullamore, Port Laoise et Wexford.

### Future
Pour les élections européennes de 2019, l'Irlande gagne deux sièges à la suite du Brexit. La commission de circonscription propose que les comtés de Laois et Offaly soient transférés dans la circonscription Midlands–North-West et que la circonscription South passe de quatre à cinq sièges.

## Députés
Note : Les colonnes de ce tableau sont utilisées uniquement à des fins de présentation et aucune importance ne doit être attachée à l'ordre des colonnes. Pour plus de détails sur l'ordre dans lequel les sièges ont été remportés à chaque élection, voir les résultats détaillés de cette élection.

## Élections européennes de 2014
| Parti | Parti                        | Candidat         | %    | Comptage | Comptage | Comptage | Comptage | Comptage | Comptage | Comptage | Comptage | Comptage | Comptage | Comptage | Comptage |
| Parti | Parti                        | Candidat         | %    | 1        | 2        | 3        | 4        | 5        | 6        | 7        | 8        | 9        | 10       | 11       | 12       |
| --- | ---------------------------- | ---------------- | ---- | -------- | -------- | -------- | -------- | -------- | -------- | -------- | -------- | -------- | -------- | -------- | -------- |
| | Fianna Fáil                  | Brian Crowley    | 27,4 | 180 329  |          |          |          |          |          |          |          |          |          |          |          |
| | Sinn Féin                    | Liadh Ní Riada   | 19,1 | 125 309  | 129 957  | 130 840  | 132 590  |          |          |          |          |          |          |          |          |
| | Fine Gael                    | Seán Kelly       | 12,7 | 83 520   | 92 042   | 92 355   | 92 758   | 93 106   | 94 266   | 95 683   | 95 736   | 98 646   | 106 068  | 113 311  | 121 566  |
| | Fine Gael                    | Deirdre Clune    | 7,2  | 47 453   | 51 850   | 52 097   | 52 295   | 52 798   | 54 081   | 55 293   | 55 340   | 58 311   | 64 889   | 69 009   | 74 370   |
| | Fine Gael                    | Simon Harris     | 7,8  | 51 483   | 53 912   | 54 161   | 54 511   | 55 273   | 56 050   | 56 691   | 56 738   | 59 056   | 63 536   | 66 061   | 70 808   |
| | Fianna Fáil                  | Kieran Hartley   | 4,6  | 29 987   | 50 349   | 50 653   | 50 953   | 51 475   | 52 481   | 54 475   | 54 559   | 56 746   | 59 722   | 64 357   |          |
| | Sans étiquette               | Diarmuid O'Flynn | 4,6  | 30 323   | 31 649   | 33 311   | 34 840   | 36 198   | 38 960   | 43 628   | 44 023   | 48 125   | 51 387   |          |          |
| | Parti travailliste           | Phil Prendergast | 4,6  | 30 317   | 32 360   | 32 664   | 33 147   | 33 560   | 34 150   | 34 874   | 34 939   | 42 213   |          |          |          |
| | Parti vert                   | Grace O'Sullivan | 4,2  | 27 860   | 29 360   | 29 999   | 31 075   | 31 962   | 32 829   | 34 443   | 34 607   |          |          |          |          |
| | Catholic Democrats (Ireland) | Theresa Heaney   | 2,1  | 13 569   | 14 677   | 15 159   | 15 655   | 17 016   | 19 114   |          |          |          |          |          |          |
| | Sans étiquette               | Richard Cahill   | 1,6  | 10 719   | 11 661   | 12 408   | 13 152   | 15 310   |          |          |          |          |          |          |          |
| | Sans étiquette               | Jillian Godsil   | 1,4  | 9 179    | 9 829    | 10 607   | 11 531   |          |          |          |          |          |          |          |          |
| | Direct Democracy Ireland     | Jan van de Ven   | 1,4  | 9 255    | 9 586    | 10 125   |          |          |          |          |          |          |          |          |          |
| | Sans étiquette               | Peter O'Loughlin | 1,0  | 6 561    | 7 000    |          |          |          |          |          |          |          |          |          |          |
| | Fís Nua                      | Dónal Ó Ríordáin | 0,2  | 1 634    | 1 766    |          |          |          |          |          |          |          |          |          |          |
| Électorat : 1 221 683 Valide : 657 498 Non valide : 21 798 (3,2 %) Quota : 131 500 Participation : 679 296 (55,6 %) |                              |                  |      |          |          |          |          |          |          |          |          |          |          |          |          |

## Élections européennes de 2009
| Parti | Parti              | Candidat           | %    | Comptage | Comptage | Comptage | Comptage | Comptage | Comptage | Comptage | Comptage |
| Parti | Parti              | Candidat           | %    | 1        | 2        | 3        | 4        | 5        | 6        | 7        | 8        |
| --- | ------------------ | ------------------ | ---- | -------- | -------- | -------- | -------- | -------- | -------- | -------- | -------- |
| | Fianna Fáil        | Brian Crowley      | 23,7 | 118 258  | 119 625  | 122 404  | 132 410  |          |          |          |          |
| | Fine Gael          | Seán Kelly         | 18,6 | 92 579   | 94 430   | 96 153   | 97 482   | 98 394   | 134 712  |          |          |
| | Parti travailliste | Alan Kelly         | 12,9 | 64 152   | 66 121   | 69 683   | 70 309   | 70 991   | 78 651   | 83 921   | 105 597  |
| | Sans étiquette     | Kathy Sinnott      | 11,7 | 58 485   | 62 057   | 64 295   | 65 518   | 66 920   | 71 349   | 75 168   | 95 134   |
| | Sinn Féin          | Toiréasa Ferris    | 13,0 | 64 671   | 65 861   | 67 304   | 68 296   | 69 295   | 73 389   | 74 480   |          |
| | Fine Gael          | Colm Burke         | 10,8 | 53 721   | 54 617   | 57 190   | 57 884   | 58 654   |          |          |          |
| | Fianna Fáil        | Ned O'Keeffe       | 3,3  | 16 596   | 16 896   | 17 124   |          |          |          |          |          |
| | Parti vert         | Dan Boyle          | 3,1  | 15 499   | 16 250   |          |          |          |          |          |          |
| | Sans étiquette     | Alexander Stafford | 2,3  | 11 692   |          |          |          |          |          |          |          |
| | Sans étiquette     | Maurice Sexton     | 0,5  | 2 474    |          |          |          |          |          |          |          |
| Électorat : 861 727 Valide : 498 127 Non valide : 11 836 (2,3 %) Quota : 124 532 Participation : 509 963 (59,2 %) |                    |                    |      |          |          |          |          |          |          |          |          |

## Élections européennes de 2004
| Parti | Parti              | Candidat         | %    | Comptage | Comptage | Comptage | Comptage | Comptage | Comptage |
| Parti | Parti              | Candidat         | %    | 1        | 2        | 3        | 4        | 5        | 6        |
| --- | ------------------ | ---------------- | ---- | -------- | -------- | -------- | -------- | -------- | -------- |
| | Fianna Fáil        | Brian Crowley    | 25,9 | 125 539  |          |          |          |          |          |
| | Fine Gael          | Simon Coveney    | 24,6 | 118 937  | 120 261  | 120 537  | 121 332  |          |          |
| | Sans étiquette     | Kathy Sinnott    | 18,4 | 89 127   | 89 872   | 90 175   | 92 010   | 97 057   | 120 600  |
| | Fianna Fáil        | Gerry Collins    | 15,1 | 73 131   | 74 991   | 75 246   | 75 577   | 78 367   | 87 658   |
| | Sinn Féin          | David Cullinane  | 6,7  | 32 643   | 32 848   | 32 977   | 33 561   | 35 385   |          |
| | Parti travailliste | Brendan Ryan     | 4,1  | 19 975   | 20 086   | 20 170   | 20 576   | 24 406   |          |
| | Parti vert         | Chris O'Leary    | 2,3  | 10 896   | 10 980   | 11 056   | 11 478   |          |          |
| | Sans étiquette     | Gerry Hannan     | 1,3  | 6 394    | 6 428    | 6 551    | 6 934    |          |          |
| | Sans étiquette     | Lily Moynihan    | 1,2  | 5 831    | 5 914    | 6 048    |          |          |          |
| | Sans étiquette     | Anthony O'Connor | 0,4  | 1 797    | 1 822    |          |          |          |          |
| Électorat : 802 359 Valide : 484 270 Non valide : 14 124 (2,8 %) Quota : 121 068 Participation : 498 394 (62,1 %) |                    |                  |      |          |          |          |          |          |          |